# 北京橙丰足球俱乐部
北京橙丰足球俱乐部，是一家已解散的中国职业足球俱乐部，俱乐部成立于1995年2月3日，曾用名上海浦东、上海中远汇丽、上海中远三林、上海永大、上海国际、西安浐灞国际、陕西宝荣浐灞、贵州人和、北京人和，2021年3月29日解散前的主场位于中华人民共和国首都北京市丰台区丰台体育中心体育场。
该俱乐部1995年2月3日在上海市浦东新区成立，当时名为上海浦东足球俱乐部；后历经多次产权所属变化，先后更名为上海中远汇丽足球俱乐部、上海中远三林足球俱乐部、上海永大足球俱乐部。2006年，迁至西安，更名为西安浐灞国际足球俱乐部，后更名为陕西宝荣浐灞足球俱乐部。2012年，迁至贵阳，更名为贵州人和足球俱乐部。2015年12月21日，迁至北京，更名为北京人和足球俱乐部，2021年1月26日，更名为北京橙丰足球俱乐部。
竞技方面，该俱乐部自建立以来，经历了从中乙联赛、到甲B联赛、再到甲A联赛、中超联赛、中甲联赛这样起起伏伏的过程；既曾经在2013年获得了中国足协杯冠军，却又在2015年中超联赛结束后惨遭降级，战绩随着主场的不断更迭起起伏伏。2017赛季，北京人和提前两轮锁定联赛前两名，成功返回至中超联赛，却又在2019和2020两个赛季连降两级，从曾经的中超联赛球队变为中乙联赛球队，后虽因多支中超、中甲球队解散而获得2021赛季中甲联赛递补资格，但2021年3月29日，已易名的北京橙丰未提交准入材料后退出中国足球联赛系统。

## 俱乐部简介

### 建队上海（1995-2005）[2]

#### 上海浦东时期
北京人和的前身可以追溯至1995年成立的上海浦东足球俱乐部，该队由上海队的个别老队员和上海青年队队员加上直接从少体校选拔上来的年轻队员三部分球员组成。成立初年球队就在中国足球乙级联赛中夺得冠军，升入甲B联赛。
升级以来，上海浦东队一直是甲B联赛的一支劲旅，1996年由富豪集团接管，到了1998年股东变更为大桥集团，同年请来了上海足坛历史上的第一位外省市主教练武汉籍的殷立华执教。1999年，该队和降入乙级联赛的同城球队上海航星进行了大整合，由惠而浦冠名，组建成了浦东惠而浦队，在随后的甲B联赛中取得第4名，未能冲甲A成功。2000年浦东队由两间公司共同冠名为联洋8848队，球队再度获得第四名，与甲A擦肩而过。

#### 上海中远时期
2000年10月，中远置业集团董事长徐泽宪集合五家股东包括上海中远两湾置业发展、上海汇丽集团、上海汇丽建材、上海汇丽地板制品和海南博螯共同投资了3,000万元收购上海浦东足球俱乐部有限公司的全部股份，俱乐部由此更名为上海中远汇丽足球俱乐部有限公司。
2001年赛季，中远据称投入了8,500万元，最终在名帅徐根宝的率领下以甲B联赛冠军的身份晋级甲A联赛，并创下了中国职业联赛历史上第一个赛季主场全胜的纪录。2002年进入甲A的第一年，为了与同城上海申花竞争，中远聘请有“白巫师”之称的法国人克洛德·勒鲁瓦担任主教练，再一举以创中国足球转会纪录的身价签下了申思和祁宏两大申花的绝对主力，又从苏格兰召回了范志毅，从四川签下了原申花的朱琪，加上原先就在队的原申花老将成耀东、吴兵等，阵中云集了比申花还多的申花1995年夺冠功臣。但这年球队的联赛排名只有第九位。
2003年的联赛，中远改由少帅成耀东走马上任，中远和申花的“上海德比”成为主要看点，中远1比4大败给申花，更在最后一场决定冠军归属输给天津队，最终申花以一分优势夺冠，而中远国际队则屈居亚军，也是球队迄今为止的最好成绩。同年5月上海中远三林置业集团受让了上海汇丽集团、上海汇丽建材和上海汇丽地板制品的全部股份，俱乐部更名为上海中远三林足球俱乐部股份有限公司（2004赛季变更注册）。为了使球队更加国际化，于2003年10月1日开始将队名更换为上海国际。2004年，上海国际队位列首届中超联赛第3名。

#### 上海永大时期
2005年2月，上海永大集团受让了上海中远三林置业集团全部股份，俱乐部更名上海永大足球俱乐部。然而俱乐部的经营方针随着股东的变化发生了巨变，祁宏、申思、江津等高薪主力被变卖，转入球员方面只引进了此前一年没有踢联赛的曲楠男。2005赛季结束，上海国际仅名列联赛第八，实际控制人徐泽宪为了商业利益将球队迁往西安。

### 西迁西安（2006-2011）[15]
2006年1月10日，上海永大在西安曲江宾馆举行新闻发布会，正式宣布上海永大集团和西安西厦房地产公司共同出资组建西安浐灞国际足球俱乐部，实现了上海国际的西迁；当年中超联赛中西安浐灞最终名列第九。
2007年1月30日，球队再次更名为陕西宝荣浐灞足球俱乐部，球队则冠名为陕西中新浐灞足球队。当年2月27日，宝荣投资收购了永大公司的股份，成为俱乐部新的大股东，同时将俱乐部的注册地改为陕西足协，成为在西安扎根的一支西北球队，并启用了本土化的「西北火狼」队徽。2007赛季，球队正处在磨合期，一度面临降级危险，最终以第13名的成绩保级成功。2008赛季，陕西队以破中超纪录的34分勇夺半程冠军，但下半赛季球员受到伤患困扰，最终仅名列第5。
2009赛季下半阶段联赛开始后不久，任教近7年的主教练成耀东辞职，由原中国男足国家队主教练朱广沪接掌球队，赛季结束球队排名第13位。2009年7月29日，球队更名为陕西绿地浐灞足球队。2010年中超联赛赛季前夕，陕西队在引援作出大动作，首先引入了多名国脚级球员，包括孙继海、赵旭日、曲波、毛剑卿。外援方面则成功引进前国际米兰前锋穆罕默德·卡隆，成为2010年中超最大牌外援。球队冠名为则接受中建地产的赞助而改为陕西中建地产浐灞足球队。2010年赛季初段，陕西队战绩欠佳，六轮过后只录得一胜、两和、三负的成绩。结果在第七轮对阵南昌八一前夕，球队宣布主教练朱广沪以身体原因辞任，由原大连实德主教练科萨诺维奇接任。
2011赛季初陕西宝荣浐灞与人和商业控股签署冠名协议，正式冠名为陕西人和商业浐灞足球队。2011年陕西队两度換主教练，科萨诺维奇只执教至7月后由桑特拉奇接任，桑特拉奇接手球队两个月便下课。最后由前中国国家队主教练高洪波上任签约三年带领球队征战余下赛事，但陕西队最终仅获得联赛第9名。这一年执教陕西队的三名主教练都曾带领其它球队夺得中国顶级联赛冠军，如连同科萨的前任朱广沪在内更是连续四位主教练有夺冠经历。

### 南迁贵阳（2012-2015）
2012年1月6日，陕西人和通过微博对外宣布南迁贵阳，由于主要赞助商还是人和商业自身，球队的新名称为贵州人和足球俱乐部，在10年时间里经历两次迁移，累计距离达到3,500公里。为此，《体坛周报》副社长颜强批评此举是一种“任意迁离主场”的行为，并称人和队“既然可以抛弃西安的话，他有一天也可以抛弃贵阳”。本次人和队搬迁只搬走一线球队，其梯队仍留在陕西协助陕西省参加下届全运会比赛。人和队在抵达贵阳后，在贵州智诚队使用的足协训练基地进行训练，而主场安排在奥体中心，而在清镇旧飞机场的清镇基地的训练场要到6月才能使用。1月19日人和队发布了新的队标，以戏剧脸谱美猴王的形象为主要构图内容，但闹出了一个大笑話，队标上俱乐部的英文「CLUB」一词被写为「CLBU」发布了出来。
为了给新的球市造势，贵阳市政府和俱乐部递交申办2012中超开幕式申请，2月22日中国足协确认中超新赛季的开幕式落户贵阳奥体中心，首战对山东鲁能泰山。2012年3月6日贵州人和足球俱乐部正式宣布与茅台集团达成战略合作，并正式更名为贵州人和足球俱乐部国酒茅台足球队，简称贵州茅台队。贵州茅台亦成为新赛季人和的胸前赞助商，赞助金额与球队最后在中超的成绩挂钩，最高金额达到5000万元，是今年中超最贵的胸前广告。南迁贵州的前两个赛季，贵州人和在时任主教练宫磊的率领下，连续取得了第四名的成绩，同时连续获得2013年中国足协杯和2014年中国超级杯的冠军；2014赛季亦取得了联赛第六名的成绩。
然而在2015赛季，贵州人和在开季前七轮中输掉了五场比赛；宫磊指导重新接手也未能力挽狂澜，在又一拨五连败后掉入降级区。2015年10月31日中超最后一轮，贵州人和主场对阵长春亚泰比赛中遭遇黑色两分钟，最后排名第15，降入次年的中甲联赛。同年11月，由于人和商业集团在贵阳并未获得较多的商业利益，球队降级导致俱乐部与茅台集团签订的赞助合同自动解除，人和足球俱乐部向贵阳市体育局和足协提出变更主场的想法。

### 北迁北京（2016-2020）
2015年12月21日，俱乐部正式通过工商注册，完成了迁至北京的手续，更名为北京人和足球俱乐部有限公司。
2016赛季，初到北京的人和在赛季的大部分时间维持着冲超的希望，但整个赛季人和在客场比赛中仅取得了3场胜利，这使得人和提前三轮宣告冲超失败，最终位列第四。该赛季，北京人和迎来了进京以来第一场京城德比，对手是北京北控燕京，是役人和在奥体中心以0:1败北，不过回到主场丰体，人和2:1击败了北控。
2017赛季前，早先加盟人和的前国足老将孙继海宣布挂靴；同时，人和进一步加强阵容，引进了万厚良、邓涵文等实力球员，在一番波折之后引进了前河南建业中场，以及肯尼亚边锋阿尤布·马西卡。赛季中段，带队成绩稳健的主教练王宝山突然宣布辞职，西班牙教练路易斯·加西亚加盟球队。该赛季，人和首次在主场迎来了与北京中赫国安的德比之战，以替补阵容出战的人和以0:5的比分主场惨败于国安脚下，被淘汰出当季足协杯赛。凭借着良好的防守，人和在该赛季长期保持联赛前两名的排位；2017年10月8日，在一场提前举行的该季中甲联赛第28轮的比赛中，北京人和坐镇丰台体育中心，以2:0击败了来访的新疆体彩，提前两轮锁定了2018赛季中超的升级名额。
2018赛季，重回中超联赛的人和表现平稳；在经历了主将伊沃离队回归保级对手建业、主力中场费尔南德斯长期停赛的不利事件后，人和提前一轮完成了保级任务，最终获得联赛的第8名。值得一提的是，北京人和在赛季中击败了包括广州恒大淘宝以及上海绿地申花在内的部分中超劲旅；尤其是8月18日，人和坐镇丰体主场，以3-0击败了来访的中赫国安，取得了与国安的京城德比的首场胜利。足协杯方面，人和在点球大战中3-4不敌上海上港，止步十六强。
2019赛季，人和表现始终低迷，长期在降级区内徘徊，虽两易主帅，成绩仍不见起色。11月24日，人和主场2-3负于江苏苏宁易购，提前两轮降级。
2020赛季11月21日，人和因降级附加赛落败，降入中乙。

## 现役球员
更新日期：2019年7月2日
| 号码  | 国籍        | 球员名字            | 位置   | 出生日期       | 加盟年份 | 前属球会            | 出生地     |
| 門 將 | 門 將       | 門 將               | 門 將  | 門 將          | 門 將    | 門 將               | 門 將      |
| ----- | ----------- | ------------------- | ------ | -------------- | -------- | ------------------- | ---------- |
| 1     | 中国        | 李晨                | 门将   | 1996年11月25日 | 2019     | 人和二队            | 江苏       |
| 12    | 中国        | 张烈                | 门将   | 1982年5月25日  | 2011     | 沈阳东进            | 沈阳       |
| 19    | 中国        | 刘鹏                | 门将   | 1989年10月17日 | 2019     | 青岛黄海            | 天津       |
| 23    | 中国        | 牟鹏飞              | 门将   | 1989年2月28日  | 2019     | 黑龙江火山鸣泉      | 青岛       |
| 后 卫 |             |                     |        |                |          |                     |            |
| 2     | 中国        | 杜文洋              | 边后卫 | 1990年1月28日  | 2019     | 河北华夏幸福        | 枣庄       |
| 4     | 中国        | 罗歆                | 后卫   | 1990年2月7日   | 2017     | 重庆力帆            | 重庆       |
| 5     | 中国        | 万厚良              | 后卫   | 1986年2月25日  | 2017     | 青岛黄海            | 北京       |
| 16    | 中国        | 向汉天              | 后卫   | 1995年11月21日 | 2014     | 人和二队            | 贵阳       |
| 17    | 中国        | 刘健                | 后卫   | 1984年8月20日  | 2018     | 广州恒大淘宝        | 淄博       |
| 28    | 中国        | 李成龙              | 后卫   | 1997年1月6日   | 2019     | 人和二队            |            |
| 29    | 中国        | 尼扎木丁·阿凡提     | 边后卫 | 1991年4月23日  | 2018     | 内蒙古中优          | 新疆       |
| 31    | 中国        | 饶伟辉              | 后卫   | 1989年3月25日  | 2008     | 人和二队            | 兴宁       |
| 36    | 中国        | 邵帅                | 后卫   | 1997年3月10日  | 2019     | 人和二队            |            |
| 中 场 |             |                     |        |                |          |                     |            |
| 3     | 中国        | 刘博洋              | 前卫   | 1997年1月18日  | 2018     | 人和二队            | 河北       |
| 6     | 中国        | 张文钊              | 边前卫 | 1987年5月28日  | 2019     | 广州恒大淘宝 （租） | 鞍山       |
| 7     | 肯尼亚      | 阿尤布·马西卡       | 边前卫 | 1992年9月10日  | 2017     | 利尔                | 内罗毕     |
| 8     | 阿根廷      | 奥古斯托·费尔南德斯 | 前卫   | 1986年4月10日  | 2018     | 马德里竞技          | 佩尔加米诺 |
| 13    | 中国        | 史亮                | 前卫   | 1989年5月11日  | 2013     | 广东日之泉          | 梅州       |
| 14    | 中国        | 王选宏              | 前卫   | 1989年7月24日  | 2017     | 青岛黄海            | 大连       |
| 15    | 中国        | 陈杰                | 前卫   | 1989年10月15日 | 2010     | 深圳红钻            | 深圳       |
| 18    | 中国        | 孙伟哲              | 前卫   | 1997年1月1日   | 2018     | 人和二队            | 河北       |
| 20    | 中国        | 曹永竞              | 前卫   | 1997年2月15日  | 2017     | 人和二队            | 重庆       |
| 26    | 中国        | 张宇峰              | 前卫   | 1998年1月5日   | 2017     | 人和二队            | 恩施       |
| 30    | 中国        | 冯仁亮              | 前卫   | 1988年5月12日  | 2015     | 长春亚泰            | 天津       |
| 35    | 中国        | 林靖昊              | 前卫   | 2000年2月6日   | 2019     | 人和二队            |            |
| 前 锋 |             |                     |        |                |          |                     |            |
| 9     | 塞内加尔    | 马赫特·迪奥普       | 中锋   | 1987年7月8日   | 2018     | 迪拜阿赫利          | 卢加       |
| 10    | 奈及利亞    | 索内·阿鲁科         | 前锋   | 1989年2月19日  | 2019     | 雷丁                | 豪恩斯洛   |
| 21    | 中国        | 靳辉                | 前锋   | 1989年1月10日  | 2018     | 北控燕京            | 郑州       |
| 25    | 中国        | 刘鑫宇              | 前锋   | 1999年8月26日  | 2019     | 人和二队            |            |
| 37    | 中国        | 杨一虎              | 前锋   | 1991年9月16日  | 2012     | 广州恒大            | 深圳       |
| —     | 荷兰 · 加纳 | 埃尔维斯·马努       | 边锋   | 1993年8月13日  | 2019     | 阿卡沙体育          | 多德雷赫特 |

## 著名球員
| - 唐全顺 - 邱京巍 - 虞伟亮 - 范志毅 - 成耀东 - 申思 - 祁宏 - 沈晗 - 王赟 - 李彦 - 吴承瑛 - 江津 - 王志罡 - 黄勇 - 杜苹 | - 黄震华 - 于海 - 万厚良 - 李毅 - 忻峰 - 姜晨 - 赵旭日 - 孙继海 - 曲波 - 毛剑卿 - 杨昊 - 韩鹏 - 汪强 - 王刚 | - 米西莫维奇 - 萨利霍维奇 - 泽·阿尔西诺 - 隆尼 - 维森特 - 夏伊德 - 夸梅·阿尤 - 艾维拉 - 菲尔马尼 - 内尔松·奎瓦斯 - 卡隆 - 莱尔·马丁 - 陳昌源 |

## 历史战绩

### 俱乐部荣誉
| 榮譽                           | 次數        | 年度           |             |             |             |
| 本 土 联 賽                    | 本 土 联 賽 | 本 土 联 賽    | 本 土 联 賽 | 本 土 联 賽 | 本 土 联 賽 |
| ------------------------------ | ----------- | -------------- | ----------- | ----------- | ----------- |
| 中国足球甲A联赛（顶级）亚軍    | 1           | 2003年         |             |             |             |
| 中国足球超级联赛（顶级）季軍   | 1           | 2004年         |             |             |             |
| 中国足球超级联赛（顶级）殿軍   | 2           | 2012年，2013年 |             |             |             |
| 中国足球甲B联赛（次级）冠軍    | 1           | 2001年         |             |             |             |
| 中国足球甲级联赛（次级）亚軍   | 1           | 2017年         |             |             |             |
| 中国足球甲B联赛（次级）殿軍    | 2           | 1999年，2000年 |             |             |             |
| 中国足球甲级联赛（次级）殿軍   | 1           | 2016年         |             |             |             |
| 中国足球乙级联赛（第三级）冠軍 | 1           | 1995年         |             |             |             |
| 本 土 杯 賽                    |             |                |             |             |             |
| 中國足協杯 並列季軍            | 1           | 2006年         |             |             |             |
| 中國足協杯 亚軍                | 1           | 2012年         |             |             |             |
| 中國足協杯 冠軍                | 1           | 2013年         |             |             |             |
| 中國超级杯 冠軍                | 1           | 2014年         |             |             |             |

## 历史战绩
- 最后更新：2020年11月21日

| 賽季 | 聯賽     | 聯賽 | 聯賽 | 聯賽 | 聯賽 | 聯賽 | 聯賽 | 聯賽 | 聯賽         | 足协杯 | 聯賽盃 | 超级杯 | 亚洲赛事          |
| 賽季 | 聯賽組別 | 賽   | 勝   | 平   | 負   | 进球 | 失球 | 得分 | 名次         | 足协杯 | 聯賽盃 | 超级杯 | 亚洲赛事          |
| ---- | -------- | ---- | ---- | ---- | ---- | ---- | ---- | ---- | ------------ | ------ | ------ | ------ | ----------------- |
| 1995 | 乙级     |      |      |      |      |      |      |      | 冠军（升）   | 未举办 | 未举办 | 未举办 | 未参加            |
| 1996 | 甲B      | 22   | 6    | 5    | 11   | 17   | 31   | 23   | 第9名        | 八强   | 未举办 | 未举办 | 未参加            |
| 1997 | 甲B      | 22   | 7    | 6    | 9    | 23   | 23   | 27   | 第10名       | 十六强 | 未举办 | 未参加 | 未参加            |
| 1998 | 甲B      | 22   | 8    | 4    | 10   | 20   | 27   | 28   | 第7名        | 第一轮 | 未举办 | 未参加 | 未参加            |
| 1999 | 甲B      | 22   | 10   | 6    | 6    | 32   | 30   | 36   | 殿军         | 第一轮 | 未举办 | 未参加 | 未参加            |
| 2000 | 甲B      | 22   | 7    | 12   | 3    | 28   | 22   | 33   | 殿军         | 第二轮 | 未举办 | 未参加 | 未参加            |
| 2001 | 甲B      | 22   | 14   | 4    | 4    | 51   | 21   | 33   | 冠军（升）   | 第一轮 | 未举办 | 未参加 | 未参加            |
| 2002 | 甲A      | 28   | 9    | 8    | 11   | 37   | 39   | 34   | 第9名        | 八强   | 未举办 | 未参加 | 未参加            |
| 2003 | 甲A      | 28   | 16   | 6    | 6    | 39   | 26   | 54   | 亚军         | 八强   | 未举办 | 未参加 | 未参加            |
| 2004 | 中超     | 22   | 8    | 8    | 6    | 39   | 31   | 32   | 季軍         | 十六强 | 八强   | 未参加 | 未参加            |
| 2005 | 中超     | 26   | 8    | 7    | 11   | 30   | 32   | 31   | 第8名        | 八强   | 第一轮 | 未参加 | 未参加            |
| 2006 | 中超     | 28   | 8    | 12   | 8    | 33   | 34   | 36   | 第9名        | 四强   | 未举办 | 未参加 | 未参加            |
| 2007 | 中超     | 28   | 4    | 14   | 10   | 24   | 29   | 26   | 第13名       | 未举办 | 未举办 | 未举办 | 未参加            |
| 2008 | 中超     | 30   | 15   | 7    | 8    | 41   | 29   | 52   | 第5名        | 未举办 | 未举办 | 未举办 | 未参加            |
| 2009 | 中超     | 30   | 9    | 10   | 11   | 26   | 24   | 37   | 第12名       | 未举办 | 未举办 | 未举办 | 未参加            |
| 2010 | 中超     | 30   | 9    | 10   | 11   | 33   | 36   | 40   | 第10名       | 未举办 | 未举办 | 未举办 | 未参加            |
| 2011 | 中超     | 30   | 10   | 8    | 12   | 34   | 41   | 38   | 第9名        | 八强   | 未举办 | 未参加 | 未参加            |
| 2012 | 中超     | 30   | 12   | 9    | 9    | 44   | 33   | 45   | 殿军         | 亚军   | 未举办 | 未参加 | 未参加            |
| 2013 | 中超     | 30   | 11   | 11   | 8    | 40   | 41   | 44   | 殿军         | 冠军   | 未举办 | 未参加 | 亚冠 - 小组未出线 |
| 2014 | 中超     | 30   | 11   | 8    | 11   | 33   | 35   | 41   | 第6名        | 十六强 | 未举办 | 冠军   | 亚冠 - 小组未出线 |
| 2015 | 中超     | 30   | 7    | 8    | 15   | 39   | 52   | 29   | 第15名（降） | 十六强 | 未举办 | 未参加 | 未参加            |
| 2016 | 中甲     | 30   | 15   | 4    | 11   | 49   | 35   | 49   | 殿军         | 第三轮 | 未举办 | 未参加 | 未参加            |
| 2017 | 中甲     | 30   | 18   | 8    | 4    | 48   | 21   | 62   | 亚军（升）   | 第三轮 | 未举办 | 未参加 | 未参加            |
| 2018 | 中超     | 30   | 9    | 10   | 11   | 33   | 46   | 37   | 第8名        | 十六强 | 未举办 | 未参加 | 未参加            |
| 2019 | 中超     | 30   | 3    | 5    | 22   | 26   | 65   | 14   | 第16名（降） | 十六强 | 未举办 | 未参加 | 未参加            |
| 2020 | 中甲     | 17   | 6    | 3    | 8    | 22   | 27   | 21   | 第17名（降） | 未参加 | 未举办 | 未举办 | 未参加            |

- 1994年联赛为2-1-0记分系统，1995年开始为3-1-0记分系统。

## 曾使用名称
- 上海浦东足球俱乐部队(1995年2月3日-1999年2月10日)
- 上海浦东足球俱乐部浦东惠而浦队(1999年2月11日-2000年1月31日)
- 上海浦东足球俱乐部浦东联洋8848队(2000年2月1日-2000年11月24日)
- 上海中远汇丽足球俱乐部队(2000年11月25日-2002年11月24日)
- 上海中远三林足球俱乐部队(2002年11月25日-2003年9月30日)
- 上海中远三林足球俱乐部国际队(2003年10月1日-2005年2月7日)
- 上海永大足球俱乐部国际队(2005年2月8日-2006年1月9日)
- 西安浐灞国际足球俱乐部队(2006年1月10日-2007年1月29日)
- 陕西宝荣浐灞足球俱乐部中新浐灞队(2007年1月30日-2009年7月28日)
- 陕西宝荣浐灞足球俱乐部绿地浐灞队(2009年7月29日-2010年3月21日)
- 陕西宝荣浐灞足球俱乐部中建地产浐灞队(2010年3月22日-2011年3月15日)
- 陕西宝荣浐灞足球俱乐部人和商业浐灞队(2011年3月16日-2012年1月5日)
- 贵州人和足球俱乐部贵州人和国酒茅台队(2012年1月6日-2013年)
- 贵州人和足球俱乐部贵州人和茅台队(2014年)
- 贵州人和足球俱乐部贵州人和国酒茅台队(2015年1月1日-2015年12月20日)
- 北京人和足球俱乐部队(2015年12月21日-2021年1月25日)
- 北京橙丰足球俱乐部队(2021年1月26日-2021年3月29日)

## 历任主教练
| 姓名                  | 在任时间  |
| --------------------- | --------- |
| 王后军                | 1995-1996 |
| 郑彦                  | 1996      |
| 马塞洛                | 1997      |
| 桑德利                | 1997      |
| 郑彦                  | 1998      |
| 殷立华                | 1998-1999 |
| 霍顿                  | 2000      |
| 奚志康                | 2000      |
| 徐根宝                | 2001      |
| 勒鲁瓦                | 2002-2003 |
| 成耀东                | 2003-2009 |
| 宮磊（代理）          | 2009      |
| 朱广沪                | 2009-2010 |
| 科薩諾維奇            | 2010-2011 |
| 桑特拉奇              | 2011      |
| 高洪波                | 2011-2012 |
| 宮磊                  | 2013-2014 |
| 朱炯                  | 2014-2015 |
| 李春满（代理）        | 2015      |
| 宫磊                  | 2015      |
| 王宝山                | 2016-2017 |
| 朱永胜（代理）        | 2017      |
| 路易斯·加西亚·普拉萨  | 2017-2018 |
| 亚历山大·斯塔诺耶维奇 | 2019      |
| 路易斯·加西亚·普拉萨  | 2019      |
| 王波                  | 2019-2020 |